# Gustav Forsling
Johan Gustav Forsling, född 12 juni 1996 i Linköping, är en svensk professionell ishockeyspelare som spelar för Florida Panthers i NHL. Efter att ha spelat i ungdoms- och juniorsektioner för moderklubben Linköping HC, debuterade han i SHL för klubbens A-lag säsongen 2014/15.
Vid NHL-draften 2014 blev han vald i den femte rundan, som nummer 126 totalt, av Vancouver Canucks. Canucks bytte dock bort rättigheterna till Forsling i början av 2015 till Chicago Blackhawks. Efter att ha gjort en stark säsong i SHL 2015/16, där han blev utsedd till årets junior, skrev han på ett treårskontrakt med Blackhawks under sommaren 2016 och gjorde NHL-debut för klubben 2016/17. Fram till och med säsongen 2018/19 kombinerade han spel med Blackhawks och dess farmarklubb Rockford Icehogs i AHL. I juni 2019 värvades han av Carolina Hurricanes, där han dock endast spelade för klubbens farmarlag, Charlotte Checkers. Sedan januari 2021 spelar han för Panthers och har blivit tvåfaldig Stanley Cup-mästare med klubben (2024, 2025). 2024 tilldelades han dessutom Guldpucken, som går till Sveriges bästa ishockeyspelare.
I februari 2016 gjorde Forsling debut i Tre Kronor. Sedan tidigare har han representerat det svenska landslaget vid ett flertal tillfällen i ungdoms- och juniorsammanhang. 2013 vann han ett guld vid World U-17 Hockey Challenge i Kanada och vid U18-VM i Finland 2014 var Forsling den back som gjorde flest mål under turneringen. Vid JVM 2015 var Forsling turneringens poängmässigt bästa back och blev framröstad till medias all-starlag.

## Klubblagskarriär

### 2010–2016: Juniorår och Linköping HC
"Som underårig var han bäst i det svenska JVM-laget förra säsongen, storspelade där även den här säsongen, samtidigt som han stundtals var dominerande i Linköping i SHL. han debuterade också under säsongen med den äran i landslaget Tre Kronor."
Forsling påbörjade sin ishockeykarriär i Linköping HC. Säsongen 2011/12 spelade han både med Linköpings U16- och J18-lag och säsongen därpå tog han steget upp till J20 Superelit där han på 44 matcher noterades för 18 poäng och därmed blev lagets poängbästa back. Vid NHL-draften i juli 2014 valdes han av Vancouver Canucks i den femte rundan som nummer 126 totalt. Forsling debuterade med Linköpings A-lag under Champions Hockey League den 5 september 2014. Två dagar senare gjorde han sitt första mål för laget då han med sitt 2–1-mål med endast 1:04 kvar, avgjorde matchen mot HC Bolzano.
Den 13 september 2014 spelade han sin första SHL-match och stod också för sin första SHL-poäng då han noterades för en assist i Linköpings 4–6-förlust mot HV71. Den 1 oktober 2014 gjorde han sitt första SHL-mål, på Oscar Alsenfelt, när Linköping besegrade Leksands IF med 5–1. Under samma månad skrev han också ett treårsavtal med Linköping. Den 29 januari 2015 meddelade Chicago Blackhawks att man bytt till sig rättigheterna till Forsling av Vancouver Canucks, i utbyte mot Adam Clendening. Han missade de nio avslutande omgångarna av SHL:s grundserie och hela slutspelet på grund av en skada. I sin debutsäsong i SHL noterades han för totalt sex poäng (tre mål, tre assist) på 38 matcher.
Under sin andra säsong i seniorlaget var Forsling en av de poängmässigt bästa juniorerna i serien. Han slutade trea i juniorernas poängliga och var den poängmässigt bästa juniorbacken under grundserien. Han noterades totalt för 21 poäng (6 mål, 15 assist) på 48 matcher. Därefter gjorde han sitt första SM-slutspel där Linköping slogs ut i kvartsfinalserien mot de regerande mästarna Växjö Lakers HC med 2–4 i matcher. Efter säsongens slut tilldelades Forsling priset som årets junior i svensk ishockey.

### 2016–2021: Chicago Blackhawks och spel i AHL

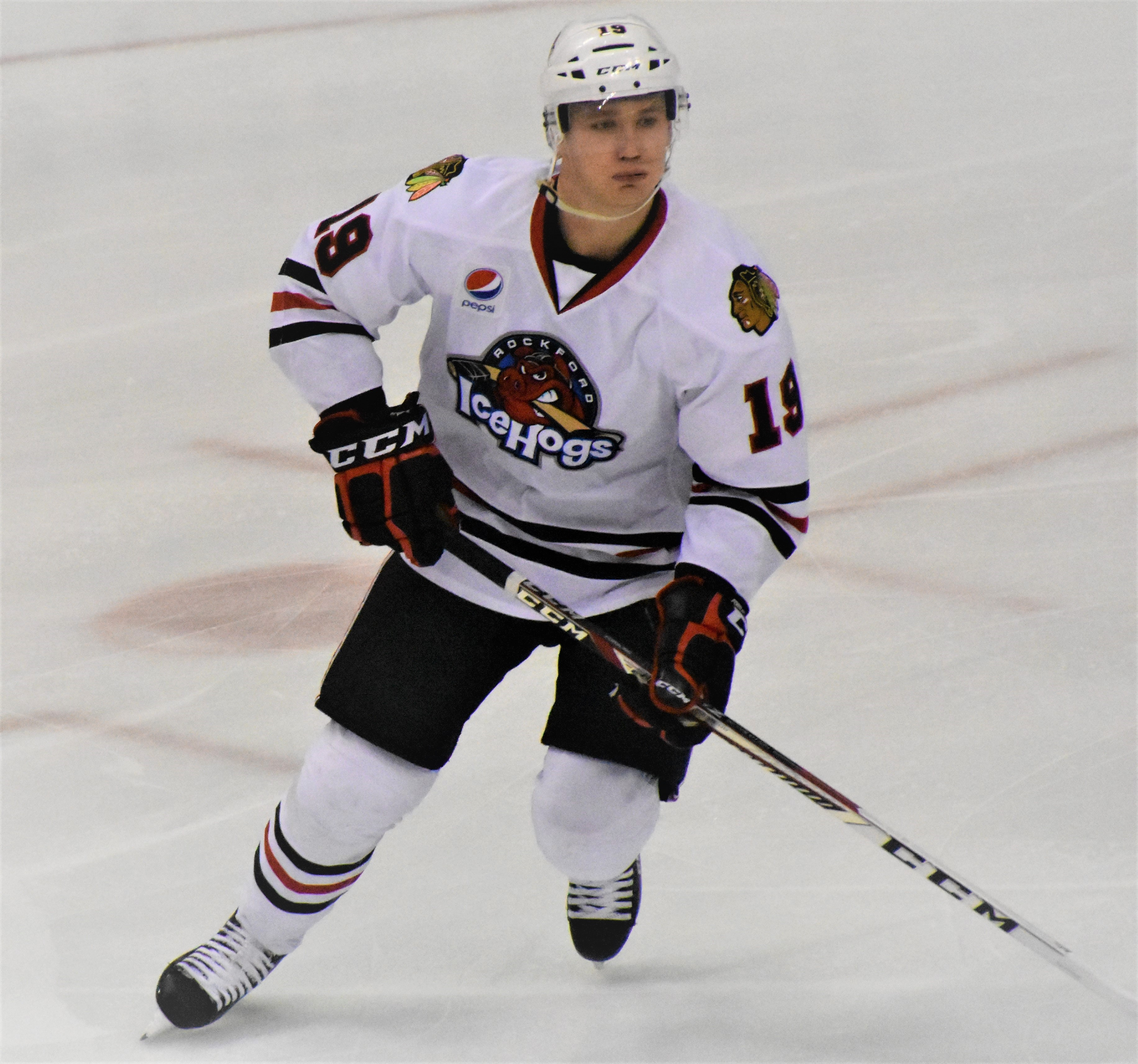
Forsling med Rockford Icehogs 2018.

I maj 2016 meddelade Chicago Blackhawks att man skrivit ett treårskontrakt med Forsling. Den 12 oktober 2016 gjorde han sin första NHL-match då Blackhawks besegrades av St. Louis Blues med 2–5. Nio dagar senare gjorde han sin första poäng i NHL då han spelade fram till Richard Pániks 2–3-reducering i en förlustmatch mot Columbus Blue Jackets. Den 24 oktober samma år utgick han skadad i en match mot Calgary Flames efter att ha tacklats av Lance Bouma. Som en följd av denna tackling missade Forsling de två efterföljande matcherna. Den 13 november 2016 gjorde han sitt första NHL-mål, på Al Montoya, då han öppnade målskyttet i en 3–2-seger mot Montreal Canadiens. I början av januari 2017 skickades Forsling till Blackhawks farmarlag, Rockford Icehogs i AHL. Därefter pendlade han mellan spel i NHL och AHL, men tillbringade större delen av resten av säsongen med Icehogs. Forsling gjorde debut för Icehogs den 6 januari i en 2–7-förlust mot Chicago Wolves. Senare samma månad, den 22 januari, gjorde han sitt först mål i AHL, på Kent Simpson, då Icehogs föll mot San Antonio Rampage med 2–3. Han blev åter uppkallad till Blackhawks strax innan Stanley Cup-slutspelet, men fick där ingen speltid med laget. I sin debutsäsong i NHL producerade Forsling fem poäng på 38 grundseriematcher (två mål, tre assist). I AHL stod han för åtta poäng på 30 matcher (ett mål, sju assist).
Inför säsongen 2017/18 lyckades Forsling ta en ordinarie plats i Blackhawks. Den 8 december 2017 gjorde han för första gången tre poäng i en och samma NHL-match, då Blackhawks besegrade Buffalo Sabres med 3–2. Forsling avgjorde matchen med endast fem sekunder kvar av förlängningsperioden. Efter att ha spelat 41 matcher och noterats för 13 poäng (tre mål, tio assist) skickades Forsling ner till Rockford Icehogs i AHL, med vilka han tillbringade resten av säsongen. På 18 grundseriematcher i AHL noterades Forsling för två mål och tre assistpoäng. Han spelade sedan sitt första Calder Cup-slutspel, där Icehogs slog ut både Chicago Wolves och Manitoba Moose, innan man besegrades av Texas Stars med 4–2 i semifinalserien.
Under sommaren 2018 tvingades Forsling att operera handleden, vilket höll honom borta från spel i inledningen av säsongen 2018/19. Han gjorde comeback den 24 oktober 2018 med Icehogs i AHL. Han spelade fem matcher och stod för två assistpoäng för laget innan han den 13 november samma år kallades tillbaka till Blackhawks i NHL. Resten av säsongen fick han delvis spolierad av skador. Totalt spelade han 43 matcher i grundserien och noterades för tre mål och sex assistpoäng.
Den 24 juni 2019 bytte Blackhawks bort rättigheterna till Forsling och lagkamraten Anton Forsberg till Carolina Hurricanes, i utbyte mot Calvin de Haan och Aleksi Saarela. Månaden därpå, den 16 juli, skrev Forsling ett ettårsavtal med klubben. Den 1 oktober 2019 meddelades det att Hurricanes skickat ner Forsling till dess farmarklubb, Charlotte Checkers i AHL. Han tillbringade hela säsongen i AHL och noterades för 26 poäng på 57 grundseriematcher (varav åtta mål). Den 24 oktober 2020 meddelades det att Hurricanes förlängt avtalet med Forsling med ytterligare en säsong.

### Från 2021: Florida Panthers

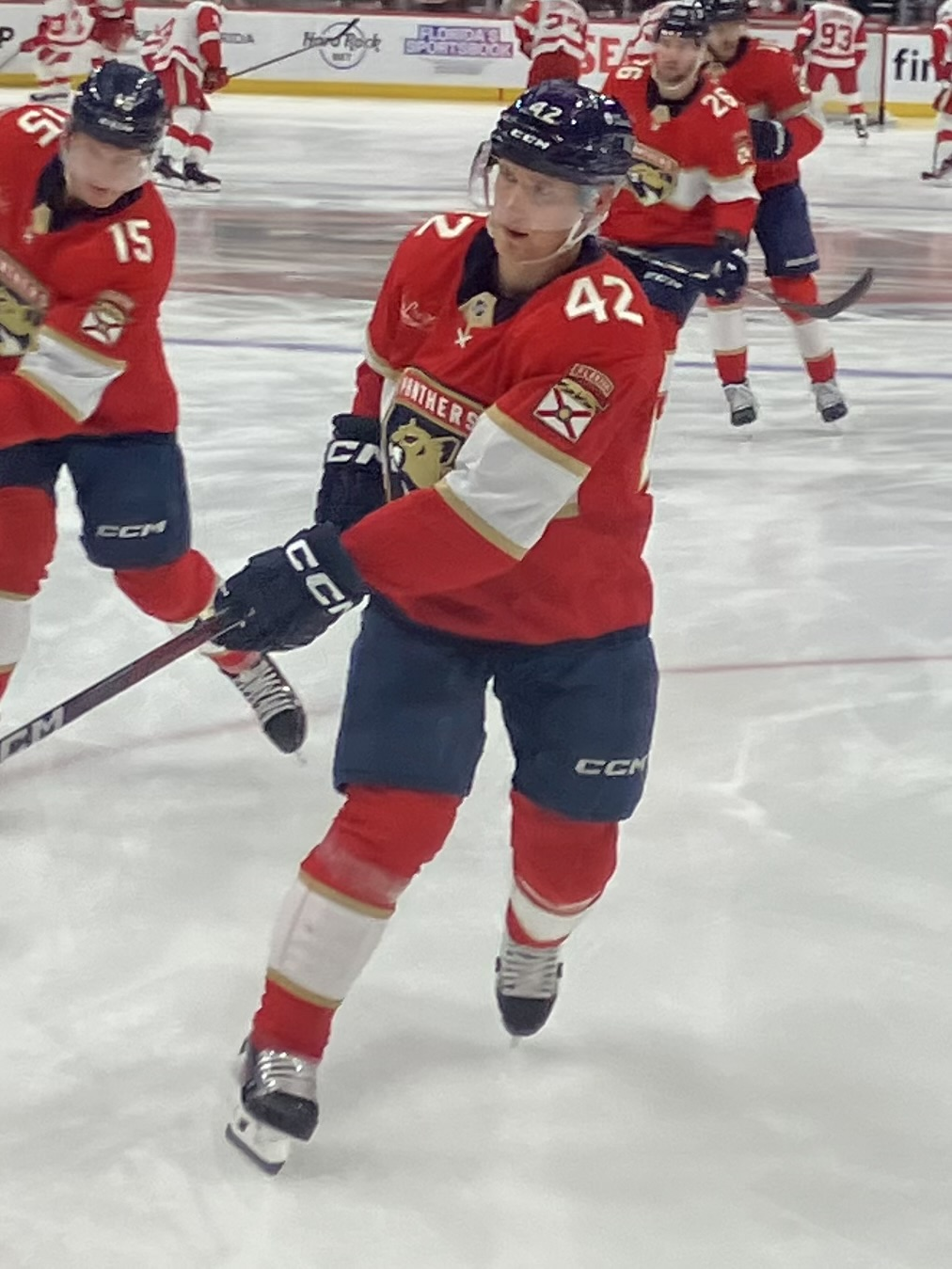
Forsling med Panthers 2025.

I början av januari 2021 satte Hurricans upp Forsling på waiverslistan där han den 9 januari plockades upp av Florida Panthers. Forsling gjorde debut för Panthers samma månad, den 17 januari, i en match mot hans forna klubb Chicago Blackhawks. I en annan match mot Blackhawks, den 15 mars 2021, gjorde han sitt första mål för Panthers. På 43 matcher noterades Forsling för sin dittills bästa grundserie poängmässigt då han stod för 17 poäng, varav fem mål. Därefter fick han göra debut i Stanley Cup-slutspelet, där Panthers ställdes mot Tampa Bay Lightning i den första rundan. I seriens tredje match gjorde han sitt första slutspelsmål då han kvitterade Lightnings ledning till 5-5 med mindre än fyra minuter kvar av ordinarie tid. Panthers förlorade till slut serien med 4–2. På dessa matcher stod Forsling för ett mål och en assistpoäng.
Den 15 juli 2021 förlängde Forsling sitt avtal med Panthers med ytterligare tre år. Den följande säsongen var Forsling ordinarie i NHL för Panthers och missade endast elva matcher av grundserien. Han slog personligt poängrekord för en grundserie då han noterades för 37 poäng (10 mål, 27 assist) på 71 matcher. Panthers vann Presidents' Trophy, som tilldelas det lag med flest poäng i grundserien. I Stanley Cup-slutspelet slog laget ut Washington Capitals med 4–2 i matcher, innan man själva besegrades av Tampa Bay Lightning i kvartsfinalserien med 4–0 i matcher. På tio slutspelsmatcher stod Forsling för tre assistpoäng.
Forsling gjorde sin poängmässigt bästa säsong dittills i NHL 2022/23. Han spelade samtliga 82 grundseriematcher och noterades för 42 poäng, varav 13 mål. Med denna notering blev han tvåa i Panthers interna poängliga bland backarna. Laget var det sista i Eastern Conference att kvalificera sig för Stanley Cup-slutspelet. Väl där tog man sig fram till Conferencefinalen, genom att besegra Boston Bruins (4–3) och Toronto Maple Leafs (4–1). Panthers tilldelades därefter Prince of Wales Trophy då man i fyra matcher besegrade Carolina Hurricanes. I Stanley Cup-finalen föll man dock mot Vegas Golden Knights med 4–1 i matcher. På 21 slutspelsmatcher stod Forsling för åtta poäng, varav två mål.
I NHL:s grundserie säsongen 2023/24 vann Forsling ligans plus/minus-liga (56). På 79 grundseriematcher noterades han för 39 poäng och Forsling vann också lagets interna poängliga bland backarna, och var dessutom den back i laget med flest mål (tio) och assistpoäng (29). I slutet av grundserien, den 7 mars 2024, bekräftades det att Forsling förlängt sitt avtal med Panthers med ytterligare åtta säsonger. För andra säsongen i följd tog sig laget till Stanley Cup-final, detta genom att slå ut Tampa Bay Lightning (4–1), Boston Bruins (4–2) och New York Rangers (4–2). Panthers vann de första tre matcherna i serien men förlorade därefter de tre följande matcherna. I den sjunde och avgörande matchen vann man dock med 2–1 och laget vann därmed sin första Stanley Cup-titel. I augusti 2024 vann Forsling Guldpucken, som tilldelas Sveriges bästa ishockeyspelare.
Säsongen 2024/25 missade Forsling endast två matcher av NHL:s grundserie. Han var återigen bland de poängmässigt bästa backarna i laget och stod för 31 poäng på 80 matcher (11 mål, 20 assist). För andra säsongen i följd hade han bäst plus/minus-statistik i laget (+33). Panthers tog sig till Stanley Cup-slutspel genom en tredjeplats i Atlantic Division. Laget tog sig därefter till sin tredje raka finalserie, genom att besegra Tampa Bay Lightning (4–1), Toronto Maple Leafs (4–3) och Carolina Hurricanes (4–1). För andra året i följd besegrades Oilers i final, denna gång med 4–2 i matcher. Forsling spelade samtliga 23 matcher och stod för fem poäng, varav ett mål.

## Landslagskarriär

### 2013–2016: Juniorlandslag
2013 blev Forsling uttagen till Sveriges U17-landslag och var med då Sverige tog sitt första guld någonsin i World U-17 Hockey Challenge i Kanada. På sex matcher stod Forsling för två assist. 2014 representerade han Sverige när U18-VM avgjordes i Finland. Efter att ha besegrat Finland med hela 10–0 i kvartsfinal förlorade sedan laget mot USA i semifinalen. Även i bronsmatchen förlorade Sverige och man slutade därmed på fjärde plats. På sju spelade matcher noterades Forsling för fem poäng och var med fyra gjorda mål turneringens målfarligaste back.
Forsling var uttagen till Sveriges trupp till JVM 2015. Sverige slutade som fyra i turneringen efter en förlust i semifinalen mot Slovakien med 4–2. Forsling var den back som gjorde flest mål, assist och poäng under turneringen och blev också uttagen till turneringens all-starlag. På sju matcher noterades han för åtta poäng (tre mål, fem assist). Under JVM i Finland året därpå missade Forsling öppningsmatchen mot Schweiz på grund av skada, men kunde spela de efterföljande matcherna. Sverige tog sig till semifinal, där man föll med 1–2 mot värdnationen Finland. I bronsmatchen blev laget utklassat av USA, som vann med 8–3. På sex matcher stod Forsling för tre poäng (två mål, en assist), och var tillsammans med Brandon Carlo, William Lagesson och Zach Werenski turneringens målfarligaste backar.

### 2016: A-landslaget
Den 11 februari 2016 debuterade Forsling i A-landslaget i en match mot Finland. Två dagar senare, i sin andra A-landskamp, gjorde han sin första poäng då han assisterade till ett mål i en 4–2-seger mot Finland. Den 7 april samma år, i sin tredje landskamp, noterades Forsling för tre poäng och gjorde sitt första mål för Tre Kronor när Sverige besegrades av Schweiz med 3–5 i en träningslandskamp.

## Statistik

### Klubbkarriär
| 2014–15    | Linköping HC       | SHL        | 38  | 3  | 3   | 6   | 8   | —  | — | —  | —  | —  |
| 2015–16    | Linköping HC       | SHL        | 48  | 6  | 15  | 21  | 4   | 6  | 1 | 2  | 3  | 4  |
| 2016–17    | Chicago Blackhawks | NHL        | 38  | 2  | 3   | 5   | 4   | —  | — | —  | —  | —  |
| 2016–17    | Rockford Icehogs   | AHL        | 30  | 1  | 7   | 8   | 12  | —  | — | —  | —  | —  |
| 2017–18    | Chicago Blackhawks | NHL        | 41  | 3  | 10  | 13  | 8   | —  | — | —  | —  | —  |
| 2017–18    | Rockford Icehogs   | AHL        | 18  | 2  | 3   | 5   | 6   | 13 | 1 | 4  | 5  | 6  |
| 2018–19    | Rockford Icehogs   | AHL        | 5   | 0  | 2   | 2   | 2   | —  | — | —  | —  | —  |
| 2018–19    | Chicago Blackhawks | NHL        | 43  | 3  | 6   | 9   | 30  | —  | — | —  | —  | —  |
| 2019–20    | Charlotte Checkers | AHL        | 57  | 8  | 18  | 26  | 30  | —  | — | —  | —  | —  |
| 2020–21    | Florida Panthers   | NHL        | 43  | 5  | 12  | 17  | 8   | 6  | 1 | 1  | 2  | 0  |
| 2021–22    | Florida Panthers   | NHL        | 71  | 10 | 27  | 37  | 18  | 10 | 0 | 3  | 3  | 4  |
| 2022–23    | Florida Panthers   | NHL        | 82  | 13 | 28  | 41  | 40  | 21 | 2 | 6  | 8  | 10 |
| 2023–24    | Florida Panthers   | NHL        | 79  | 10 | 29  | 39  | 43  | 24 | 4 | 9  | 13 | 9  |
| 2024–25    | Florida Panthers   | NHL        | 80  | 11 | 20  | 31  | 16  | 23 | 1 | 4  | 5  | 8  |
| NHL totalt | NHL totalt         | NHL totalt | 477 | 57 | 135 | 192 | 167 | 84 | 8 | 23 | 31 | 31 |
| AHL totalt | AHL totalt         | AHL totalt | 110 | 11 | 30  | 41  | 50  | 13 | 1 | 4  | 5  | 6  |
| SHL totalt | SHL totalt         | SHL totalt | 86  | 9  | 18  | 27  | 12  | 6  | 1 | 2  | 3  | 4  |

### Internationellt
| År            | Lag           | Turnering     | Matcher | Mål | Assists | Poäng | Utv. |
| ------------- | ------------- | ------------- | ------- | --- | ------- | ----- | ---- |
| 2013          | Sverige       | WU-17 HC      | 6       | 0   | 2       | 2     | 2    |
| 2014          | Sverige       | U18-VM        | 7       | 4   | 1       | 5     | 2    |
| 2015          | Sverige       | JVM           | 7       | 3   | 5       | 8     | 0    |
| 2016          | Sverige       | JVM           | 6       | 2   | 1       | 3     | 0    |
| Junior totalt | Junior totalt | Junior totalt | 26      | 9   | 9       | 18    | 4    |